# Юліан Шибер
Юліа́н Ши́бер (нім. Julian Schieber, нар. 13 лютого 1989, Бакнанг) — німецький футболіст, нападник «Аугсбурга».

## Клубна кар'єра
Народився 13 лютого 1989 року в місті Бакнанг. Вихованець юнацьких команд «Унтервайссах», «Бакнанг» та «Штутгарт».
У дорослому футболі дебютував 2008 року виступами за «Штутгарт», в якому провів чотири сезони, взявши участь у 49 матчах чемпіонату. Протягом сезону 2010-11 років на правах оренди захищав кольори «Нюрнберга».
21 червня 2012 року став гравцем «Боруссії» (Дортмунд), за яку відіграв два сезони. Після того, як у другому з них його ігровий шас суттєво скоротився, перейшов 2014 року до «Герти», утім й у берлінській команді виходив на поле дуже нерегулярно.
Влітку 2018 року новим клубом Шибера став «Аугсбург».

## Виступи за збірну
Протягом 2009–2010 років залучався до складу молодіжної збірної Німеччини. На молодіжному рівні зіграв у 7 офіційних матчах, забив 5 голів.

## Титули і досягнення
- Володар Суперкубка Німеччини (1):

«Боруссія» (Дортмунд): 2013